# Trout Lake, Washington
Trout Lake är en ort i Klickitat County i delstaten Washington, USA.